# Trollhättan Assembly
Trollhättan Assembly ― автомобільний завод у Тролльгеттані, Швеція. Завод було відкрито у 1947 році у власності Saab AB, потім він перейшов до Saab Automobile. 
З 1989 по 2010 рік завод частково (1989-1999), а потім повністю (2000-2010) належав General Motors. У 2010 році Saab був проданий компанії Spyker Cars. Завод припинив виробництво в 2011 році і перезапустився в 2013 році, після того, як компанія NEVS придбала Saab Automobile. Комплекс у Тролльгеттані, включно зі складальним виробництвом, тепер є єдиним місцем для всієї інженерної та виробничої діяльності Saab. Після того, як у березні 2023 року NEVS оголосила про своє закриття, завод було продано компанії Stenhaga Invest AB, а також Polestar та EV Electra, які виявили зацікавленість у придбанні заводу.
Завод був заснований на місці аеродрому Тролльгеттан авіабудівною компанією Svenska Aeroplan Aktiebolaget (Saab AB), виробником літаків з 1937 року, що базується в Лінчепінгу, Швеція. Першим автомобілем, що зійшов з конвеєра, став Saab 92 - передньопривідний двотактний легковий автомобіль з поперечним розташуванням двигуна.

## Колишня продукція
- Saab 9-3 Sport Sedan
- Saab 9-3 EV Sport Sedan (на базі моделі 2014 року)
- Saab 9-3 SportCombi та кабріолет
- Saab 9-5 Sport седан та SportCombi
- Saab 92
- Saab 93
- Saab 95 Combi
- Saab 96
- Saab 99
- Saab 90
- Saab 900
- Saab 9000
- Cadillac BLS